# 栃木農政事務所
栃木農政事務所（とちぎのうせいじむしょ）は、農林水産省の地方支分部局である関東農政局の出先機関だった。
2011年9月1日施行の「農林水産省設置法の一部を改正する法律」によって廃止された。

## 組織
宇都宮地域センター（限・関東農政局栃木県拠点）の所在地周辺は、宇都宮城百間堀の跡地である。
- 宇都宮地域センター（宇都宮市中央二丁目）
  - 管轄区域：宇都宮市、足利市、栃木市、佐野市、鹿沼市、日光市、小山市、真岡市、下野市、河内郡、上都賀郡、芳賀郡、下都賀郡[1]
- 大田原地域センター（大田原市本町）
  - 管轄区域：大田原市、矢板市、那須塩原市、さくら市、那須烏山市、塩谷郡、那須郡[1]